# Trofeo Pollença-Port d’Andratx 2024
La 32.ª edición de la clásica ciclista Trofeo Pollença-Port d'Andratx fue una carrera en España que se celebró el 27 de enero de 2024 sobre un recorrido de 170,1 km en la isla balear de Mallorca. La carrera formó parte del cuarto trofeo de la Challenge Ciclista a Mallorca 2024.
La carrera formó parte del UCI Europe Tour 2024, calendario ciclístico de los Circuitos Continentales UCI, dentro de la categoría 1.1 y fue ganada por el español Pelayo Sánchez del Movistar. Completaron el podio, como segundo y tercer clasificado respectivamente, el alemán Marius Mayrhofer del Tudor y el ruso Aleksandr Vlasov del Bora-Hansgrohe.

## Equipos participantes
Tomaron parte en la carrera 23 equipos: 8 de categoría UCI WorldTeam, 10 de categoría UCI ProTeam y 5 de categoría Continental. Formaron así un pelotón de 159 ciclistas de los que acabaron 127. Los equipos participantes fueron:
| WorldTeams (8)- Arkéa-B&B Hotels - Bora-Hansgrohe - Cofidis - EF Education-EasyPost - Intermarché-Wanty - Movistar Team - Soudal Quick-Step - UAE Team Emirates ProTeams (10)- Burgos-BH - Caja Rural-Seguros RGA - Equipo Kern Pharma - Euskaltel-Euskadi - Lotto Dstny - Team Flanders-Baloise - Tudor Pro Cycling Team - Uno-X Mobility - VF Group-Bardiani CSF-Faizané - Polti Kometa Equipos continentales (5)- Illes Balears Arabay Cycling - Lidl-Trek Future Racing - Project Echelon Racing - Rembe Pro Cycling Team Sauerland - Team Storck-Metropol Cycling |
| |

## Clasificación final
- La clasificación finalizó de la siguiente forma:[3]

| \| Clasificación general \| Clasificación general \| Clasificación general \| Clasificación general \| Clasificación general \| \| Ciclista \| Ciclista \| Equipo \| Tiempo \| \| \| --------------------- \| -------------------------- \| ---------------------- \| --------------------- \| --------------------- \| \| 1.º \| Pelayo Sánchez \| Movistar Team \| 3 h 44 min 52 s \| \| \| 2.º \| Marius Mayrhofer \| Tudor Pro Cycling Team \| + 0 s \| \| \| 3.º \| Aleksandr Vlásov \| Bora-Hansgrohe \| + 0 s \| \| \| 4.º \| Tobias Halland Johannessen \| Uno-X Mobility \| + 0 s \| \| \| 5.º \| Ilan Van Wilder \| Soudal Quick-Step \| + 0 s \| \| \| 6.º \| Benjamin Thomas \| Cofidis \| + 0 s \| \| \| 7.º \| Brandon McNulty \| UAE Team Emirates \| + 2 s \| \| \| 8.º \| Lennert Van Eetvelt \| Lotto Dstny \| + 2 s \| \| \| 9.º \| Marc Soler \| UAE Team Emirates \| + 2 s \| \| \| 10.º \| Alberto Bettiol \| EF Education-EasyPost \| + 13 s \| \| |                            |                        |                 |
| |                            |                        |                 |
| Fuente: ProCyclingStats |                            |                        |                 |
| Clasificación general |                            |                        |                 |
| Ciclista | Ciclista                   | Equipo                 | Tiempo          |
| 1.º | Pelayo Sánchez             | Movistar Team          | 3 h 44 min 52 s |
| 2.º | Marius Mayrhofer           | Tudor Pro Cycling Team | + 0 s           |
| 3.º | Aleksandr Vlásov           | Bora-Hansgrohe         | + 0 s           |
| 4.º | Tobias Halland Johannessen | Uno-X Mobility         | + 0 s           |
| 5.º | Ilan Van Wilder            | Soudal Quick-Step      | + 0 s           |
| 6.º | Benjamin Thomas            | Cofidis                | + 0 s           |
| 7.º | Brandon McNulty            | UAE Team Emirates      | + 2 s           |
| 8.º | Lennert Van Eetvelt        | Lotto Dstny            | + 2 s           |
| 9.º | Marc Soler                 | UAE Team Emirates      | + 2 s           |
| 10.º | Alberto Bettiol            | EF Education-EasyPost  | + 13 s          |

## UCI World Ranking
El Trofeo Pollença-Port d'Andratx otorgó puntos para el UCI World Ranking para corredores de los equipos en las categorías UCI WorldTeam, UCI ProTeam y Continental. Las siguientes tablas son el baremo de puntuación y los diez corredores que obtuvieron más puntos:
| Posición   | 1.º | 2.º | 3.º | 4.º | 5.º | 6.º | 7.º | 8.º | 9.º | 10.º | 11.º | 12.º | 13.º-15.º | 16.º-25.º |
| Puntuación | 125 | 85  | 70  | 60  | 50  | 40  | 35  | 30  | 25  | 20   | 15   | 10   | 5         | 3         |

| Clasificación |                            |                       |        |
| Posición      | Ciclista                   | Equipo                | Puntos |
| ------------- | -------------------------- | --------------------- | ------ |
| 1.º           | Pelayo Sánchez             | Movistar              | 125    |
| 2.º           | Marius Mayrhofer           | Tudor                 | 85     |
| 3.º           | Aleksandr Vlasov           | Bora-Hansgrohe        | 70     |
| 4.º           | Tobias Halland Johannessen | Uno-X Mobility        | 60     |
| 5.º           | Ilan Van Wilder            | Soudal Quick-Step     | 50     |
| 6.º           | Benjamin Thomas            | Cofidis               | 40     |
| 7.º           | Brandon McNulty            | UAE Emirates          | 35     |
| 8.º           | Lennert Van Eetvelt        | Lotto Dstny           | 30     |
| 9.º           | Marc Soler                 | UAE Emirates          | 25     |
| 10.º          | Alberto Bettiol            | EF Education-EasyPost | 20     |